# لیونل انجوین
لیونل انجوین (انگلیسی: Lionel Enguene؛ زادهٔ ۷ ژانویهٔ ۱۹۹۶) بازیکن فوتبال اهل کامرون است که به‌عنوان یک هافبک تهاجمی در باشگاه فوتبال  اف سی تلوا بازی می‌کند.
وی همچنین در تیم ملی فوتبال زیر ۲۰ سال کامرون بازی کرده‌است.